# شرکت توسعه زمین اسرائیل
شرکت توسعه زمین اسرائیل (عبری: הכשרת הישוב‎) شرکت خوشه‌ای اسرائیلی است، که در سال ۱۹۰۹ تأسیس شد. این شرکت در سال ۱۹۸۷ توسط یاکو نیمرودی خریداری شد و هم‌اکنون در حوزه‌های املاک و مستغلات، خدمات هتلداری، ساخت‌وساز و انرژی فعالیت می‌کند.